# Boernerina occidentalis
Boernerina occidentalis är en insektsart som beskrevs av Hille Ris Lambers och Hottes 1962. Boernerina occidentalis ingår i släktet Boernerina och familjen långrörsbladlöss. Inga underarter finns listade i Catalogue of Life.